# 보르지긴
보르지긴(중세 몽골어: ᠪᠣᠷᠵᠢᠭᠢᠨ, 몽골어: Боржигин)은 몽골 제국의 전신격인 카마그 몽골의 수장인 보돈차르 문카그에 의해 개창된 씨족으로, 13세기 경 보르지긴 씨족의 수장인 보르지긴 테무친은 주변 몽골 부족들을 통합하고 쿠릴타이에서 칭기즈 칸으로 즉위한 후 몽골 제국을 건설하였으며, 그의 손자인 쿠빌라이 칸은 몽골 제국의 수도를 카라코룸에서 베이징으로 옮김으로써 대원을 개창하였다. 보르지기트 씨는 계속하여 몽골 제국과 아시아의 다른 부분을 다스렸다. 1368년에 우카아투 칸 아래서 보르지기트는 중국을 잃었지만 가족의 구성원은 몽골을 계속 다스려 17세기에는 청나라의 내몽골의 49개 씨족 중의 최강이 되었다. 오늘날 보르지긴 씨는 몽골에서는 보통이다. 많은 몽골의 오래된 씨족은 보르지긴씨에서 나왔는데 바를라스, 우루드, 망구드, 타이치우트, 초노스, 키야트 등이 있다.
칭기즈칸은 자신과 자신의 동복 형제 3명 주치 카사르, 카치운, 테무게 옷치킨의 직계 후손은 특별히 보르지긴씨, 키야트 가문 내에서도 특별히 황금 씨족(알탄 우르크)으로 지칭, 칸위 계승권한이 부여되었으며, 키야트 가문 내의 다른 친척의 자손들과도 차별화했다.

## 몽골 역대 칸(汗)
| 대수  | 어진 | 묘호                    | 시호                                  | 칸호                     | 성명                                    | 연호                                                  | 재위기간        |
| ----- | ---- | ----------------------- | ------------------------------------- | ------------------------ | --------------------------------------- | ----------------------------------------------------- | --------------- |
| 제1대 |      | 태조 (太祖)             | 법천계운 성무황제 (法天啓運 聖武皇帝) | 칭기스 칸 (ᠴᠢᠩᠭᠢᠰ ᠬᠠᠭᠠᠨ) | 보르지긴 테무진 (ᠪᠣᠷᠵᠢᠭᠢᠨ ᠲᠡᠮᠦᠵᠢᠨ)      | -                                                     | 1206년 ~ 1227년 |
| 추존  |      | 목종 (穆宗) (세조 추숭) | 도녕황제 (道寧皇帝)                   | -                        | 보르지긴 주치 (ᠪᠣᠷᠵᠢᠭᠢᠨ ᠵᠥᠴᠢ)           | -                                                     | -               |
| 추존  |      | 성종 (聖宗) (세조 추숭) | 충무황제 (忠武皇帝)                   | -                        | 보르지긴 차가타이 (ᠪᠣᠷᠵᠢᠭᠢᠨ ᠴᠠᠭᠠᠲᠠᠢ)    | -                                                     | -               |
| 임시  |      | 예종 (睿宗) (세조 추숭) | 인성경양황제 (仁聖景襄皇帝)           | 이크 칸 (ᠶᠡᠬᠡᠢ ᠬᠠᠭᠠᠨ)    | 보르지긴 툴루이 (ᠪᠣᠷᠵᠢᠭᠢᠨ ᠲᠣᠯᠦᠢ)        | -                                                     | 1227년 ~ 1229년 |
| 제2대 |      | 태종 (太宗)             | 영문황제 (英文皇帝)                   | -                        | 보르지긴 우구데이 (ᠪᠣᠷᠵᠢᠭᠢᠨ ᠥᠭᠡᠳᠡᠢ)     | -                                                     | 1229년 ~ 1241년 |
| 섭정  |      | -                       | 소자황후 (昭慈皇后)                   | -                        | 나이만 퇴레게네 (ᠨᠠᠶᠢᠮᠠᠨ ᠲᠥᠷᠡᠭᠡᠨᠡ)      | -                                                     | 1241년 ~ 1246년 |
| 제3대 |      | 정종 (定宗)             | 간평황제 (簡平皇帝)                   | -                        | 보르지긴 귀위크 (ᠪᠣᠷᠵᠢᠭᠢᠨ ᠭᠦᠶᠦᠭ)        | -                                                     | 1246년 ~ 1248년 |
| 섭정  |      | -                       | 흠숙황후 (欽淑皇后)                   | -                        | 오굴 카미시 (ᠥᠭᠦᠯ ᠺᠠᠢᠮᠢᠱ)               | -                                                     | 1248년 ~ 1251년 |
| 제4대 |      | 헌종 (憲宗)             | 환숙황제 (桓肅皇帝)                   | -                        | 보르지긴 뭉케 (ᠪᠣᠷᠵᠢᠭᠢᠨ ᠮᠣᠩᠺᠡ)          | -                                                     | 1251년 ~ 1259년 |
| 제5대 |      | 세조 (世祖)             | 성덕신공 문무황제 (聖德神功 文武皇帝) | 세첸 칸 (ᠰᠡᠴᠡᠨ ᠬᠠᠭᠠᠨ)    | 보르지긴 쿠빌라이 (ᠪᠣᠷᠵᠢᠭᠢᠨ ᠬᠤᠪᠢᠯᠠᠢ)    | 중통(中統) 1260년 ~ 1264년 지원(至元) 1264년 ~ 1271년 | 1260년 ~ 1271년 |
| 대립  |      | -                       | -                                     | -                        | 보르지긴 아리크부카 (ᠪᠣᠷᠵᠢᠭᠢᠨ ᠠᠷᠢᠭᠪᠦᠬᠡ) | -                                                     | 1260년 ~ 1264년 |

| 어진 | 대수         | 묘호                            | 시호                                              | 칸호                               | 성명           | 연호                                                                                               | 재위기간                 |
| ---- | ------------ | ------------------------------- | ------------------------------------------------- | ---------------------------------- | -------------- | -------------------------------------------------------------------------------------------------- | ------------------------ |
|      | 제1대        | 원 세조 (元世祖)                | 성덕신공문무황제 (聖德神功文武皇帝)               | 세첸 카안(ᠰᠡᠴᠡᠨ ᠬᠠᠭᠠᠨ)             | 쿠빌라이       | 지원(至元) 1271년 ~ 1294년                                                                         | 1271년 ~ 1294년          |
|      | -            | 원 유종 (元裕宗) (원 성종 추숭) | 문혜명효황제 (文惠明孝皇帝)                       | -                                  | 친킴           | -                                                                                                  | -                        |
|      | 제2대        | 원 성종 (元成宗)                | 흠명광효황제 (欽明光孝皇帝)                       | 울제이투 카안(ᠲᠡᠮᠦᠷ ᠬᠠᠭᠠᠨ)         | 테무르         | 원정(元貞) 1295년 ~ 1297년 대덕(大德) 1297년 ~ 1307년                                              | 1294년 ~ 1307년          |
|      | -            | 원 순종 (元順宗) (원 무종 추숭) | 소성연효황제 (昭聖衍孝皇帝)                       | -                                  | 다루마바라     | -                                                                                                  | -                        |
|      | 섭정         | 원 인종 (元仁宗)                | 성문흠효황제 (聖文欽孝皇帝)                       | 부얀투 카안(ᠪᠤᠶᠠᠨ ᠲᠤ ᠬᠠᠭᠠᠨ)        | 아유르바르와다 | 대덕(大德) 1307년                                                                                  | 1307년                   |
|      | 제3대        | 원 무종 (元武宗)                | 인혜선효황제 (仁惠宣孝皇帝)                       | 쿨룩 카안(ᠬᠥᠯᠥᠭ ᠬᠠᠭᠠᠨ)             | 카이샨         | 지대(至大) 1308년 ~ 1311년                                                                         | 1307년 ~ 1311년          |
|      | 제4대        | 원 인종 (元仁宗)                | 성문흠효황제 (聖文欽孝皇帝)                       | 부얀투 카안(ᠪᠤᠶᠠᠨ ᠲᠤ ᠬᠠᠭᠠᠨ)        | 아유르바르와다 | 황경(皇慶) 1312년 ~ 1313년 연우(延祐) 1314년 ~ 1320년                                              | 1311년 ~ 1320년          |
|      | 제5대        | 원 영종 (元英宗)                | 예성문효황제 (睿聖文孝皇帝)                       | 게겐 카안(ᠭᠡᠭᠡᠨ ᠬᠠᠭᠠᠨ)             | 시디발라       | 지치(至治) 1321년 ~ 1323년                                                                         | 1320년 ~ 1323년          |
|      | -            | 원 현종 (元顯宗) (원 진종 추숭) | 광성인효황제 (光聖仁孝皇帝)                       | -                                  | 카말라         | -                                                                                                  | -                        |
|      | 제6대        | 원 진종 (元眞宗)                | 흠인대효황제 (欽仁大孝皇帝) (진왕<晉王>)          | -                                  | 예순 테무르    | 태정(泰定) 1324년 ~ 1328년 치화(致和) 1328년                                                       | 1323년 ~ 1328년          |
|      | 제7대        | -                               | 덕효황제 (德孝皇帝) (폐황제<廢皇帝>) (유주<幼主>) | -                                  | 라기박         | 천순(天順) 1328년                                                                                  | 1328년                   |
|      | 제8대 제10대 | 원 문종 (元文宗)                | 성명원효황제 (聖明元孝皇帝)                       | 자야아투 카안(ᠵᠠᠶᠠᠭᠠᠲᠤ ᠬᠠᠭᠠᠨ)      | 톡 테무르      | 천력(天曆) 1328년 ~ 1330년 지순(至順) 1330년 ~ 1332년                                              | 1328년 ~ 1329년 ~ 1332년 |
|      | 제9대        | 원 명종 (元明宗)                | 익헌경효황제 (翼獻景孝皇帝)                       | 쿠툭투 카안(ᠬᠤᠲᠤᠭᠲᠤ ᠬᠠᠭᠠᠨ)         | 쿠살라         | 천력(天曆) 1329년                                                                                  | 1329년                   |
|      | 제11대       | 원 영종 (元寧宗)                | 충성사효황제 (沖聖嗣孝皇帝)                       | 에르데네초트 카안(эрдэнэцогт хаан) | 린친발         | 지순(至順) 1332년                                                                                  | 1332년                   |
|      | 섭정         | 덕충무왕 (德忠武王)             | -                                                 | -                                  | 엘 테무르      | 지순(至順) 1332년 ~ 1333년                                                                         | 1332년 ~ 1333년          |
|      | 제12대       | 원 혜종 (元惠宗)                | 선인보효황제 (宣仁普孝皇帝) (순황제<順皇帝>)      | 우카가투 카안(ᠤᠬᠠᠭᠠᠲᠤ ᠬᠠᠭᠠᠨ)       | 토곤 테무르    | 지순(至順) 1333년 원통(元統) 1333년 ~ 1335년 지원(至元) 1335년 ~ 1340년 지정(至正) 1341년 ~ 1368년 | 1333년 ~ 1368년          |

## 기타
청나라 초기의 귀족 박이제길특씨는 보르지긴의 여진어 번역으로, 효장문황후, 효단문황후 등은 칭기즈 칸의 동생 주치 카사르의 후손들이었다.

## 같이 보기
- 원나라